# Ron Emory
Ron Emory (Lynwood, 5 agosto 1962) è un chitarrista statunitense, noto soprattutto per aver suonato nei TSOL.
Membro fondatore della band, creata nel 1979, Emory lasciò nel 1987 prima della pubblicazione di Hit and Run. Dal 1996 fa parte della formazione riunita della band, tuttora attiva.
Emory ha anche suonato con i Social Distortion durante il tour del 2006 per sostituire l'amico Mike Ness, che si era rotto il polso andando in skateboard.

## Discografia

### Album studio
- 1981 - Dance with Me (Frontier Records)
- 1982 - Beneath the Shadows (Restless Records)
- 1984 - Change Today? (Enigma Records)
- 1986 - Revenge (Enigma Records)
- 2001 - Disappear (Nitro Records)
- 2009 - Life, Liberty & the Pursuit of Free Downloads (Hurley International)

### EP
- 1981 - TSOL (Poshboy Records)
- 1982 - Weathered Statues (Alternative Tentacles)

### Con i The Joykiller
- 1995 - The Joykiller (Epitaph Records)
- 2003 - Ready Sexed Go! (Epitaph)